# ナステース
ナステース（古希: Νάστης, Nastēs）は、ギリシア神話の人物である。長音を省略してナステスとも表記される。カーリア地方の王ノミーオーンの子で、アムピマコスと兄弟。アムピマコスとともにカーリア地方の軍勢を率いてトロイアーを救援した。クレータのディクテュスによると、パリスとデーイポボスの策略によって殺されたアキレウスの遺体を小アイアースとステネロスが運び去った際に、デュマースの子アシオス、兄弟のアムピマコスとともに討たれた。